# Michał Kowalik
Michał Kowalik ps. „Kochaś”, Wołodyjowski” (ur. 27 września 1914 w Liszkach, zm. 18 stycznia 1994) – żołnierz Narodowej Organizacji Wojskowej, współpracownik placówki Południe Wydziału Krajowego emigracyjnej Rady Politycznej. 

## Życiorys
Syn Jana i Marii. 27 stycznia 1953 roku skazany w procesie księży kurii krakowskiej na karę śmierci. Rada Państwa 18 sierpnia 1953 roku zamieniła wyrok na karę dożywotniego więzienia. 11 marca 1959 roku Zgromadzenie Sędziów Najwyższego Sądu Wojskowego uchyliło wyrok z 1953 roku. Sprawę skierowano do ponownego rozpatrzenia przed Sądem Warszawskiego Okręgu Wojskowego. Na wniosek prokuratora generalnego PRL Izba Wojskowa Sądu Najwyższego 16 grudnia 1963 roku umorzyła na mocy ustawy amnestyjnej z 27 kwietnia 1956 roku postępowanie karne wobec Michała Kowalika. 10 lutego 1992 roku Sąd Warszawskiego Okręgu Wojskowego stwierdził nieważność orzeczeń w procesie księży Kurii Krakowskiej w 1953 roku.